# Octobre 1997

## Événements
- 2 octobre, Union européenne : signature du Traité d'Amsterdam.

- 12 octobre (Formule 1) : Grand Prix automobile du Japon.

- 15 octobre : à Black Rock Desert, Andy Green établit un nouveau record de vitesse terrestre : 1 227,99 km/h. Premier record supersonique (Mach 1,016).

- 16 octobre : fin de la guerre civile du Congo-Brazzaville.

- 21 - 28 octobre : début des krachs à Hong Kong, Wall Street et en Amérique latine.

- 26 octobre (Formule 1) : Grand Prix automobile d'Europe. Jacques Villeneuve devient le premier Canadien champion du monde de Formule 1 au volant d'une Williams-Renault.

## Naissance
- 3 octobre :
  - Bang Chan, chanteur, compositeur, parolier sud-coréen, leader du groupe Stray Kids
- 4 octobre : Tom Moyal, designer graphique français.
- 7 octobre : Nicole Maines, actrice transgenre américaine.
- 8 octobre :
  - Gabriel Bordier, athlète français.
  - Bella Thorne, actrice américaine.
- 16 octobre :
  - Aurélien Diesse, judoka français.
  - Charles Leclerc, pilote automobile de formule 1 monégasque.
- 23 octobre : Élie Okobo, joueur français de basket-ball.
- 28 octobre : Dong Si Cheng, chanteur chinois membre de NCT.
- 29 octobre : Fouad Aghnima, joueur international allemand de futsal.
- 30 octobre : Hester van der Veld, joueuse néerlandaise de hockey sur gazon.